# Амори I де Монфор
Амори I де Монфор (фр. Amaury Ier de Montfort; ум. после 4 апреля 1052) — сеньор де Монфор-л’Амори и д’Эпернон, сын Гильома де Монфора.

## Биография
Имя Амори впервые появляется в хартии короля Франции Роберта II Благочестивого о подтверждении имущества аббатства Сен-Мемен-де-Миси, датированной 1022 годом. Позже Амори засвидетельствовал ещё 2 хартии короля Роберта II: о подтверждении имущества аббатства Сен-Мемен-де-Миси (1028 год) и о подтверждении пожертвования графом Манасией Шартрскому собору (4 февраля 1031).
Ордерик Виталий сообщает, что около 1032 года Амори сопровождал короля Франции Генриха I, который прибыл в Фекан.
Вместе с сыновьями Симоном и Менье Амори основал монастырь Сен-Тома-д’Эпернон, устав которого был утверждён между 11 апреля 1052 года и июлем 1053 года. После этого упоминания об Амори пропадают.
Согласно описи аббатства Сен-Жермен-де-Пре, проведённой во время правления короля Роберта II, Амори начал строительство каменных замков Монфор и Спарнон (современный Эпернон) на месте деревянных замков, построенных его отцом. Закончил строительство уже Симон I, старший сын Амори.
В Монфоре Амори наследовал старший сын, Симон I, основавшего старшую ветвь рода, а Эпернон достался второму сыну, Менье, который основал ветвь сеньоров д’Эпернон, после угасания которой Эпернон вернулся к потомкам Симона I.

## Брак и дети
Жена: около 1028 Бертрада де Гомец (ум. после апреля 1052), дочь Жоффруа де Гомеца, сеньора де Гомец-ле-Шатель. Дети:
- Симон I де Монфор (ум. 25 сентября ок. 1087), сеньор де Монфор[1];
- Менье де Монфор (ум. до 1091), сеньор д’Эпернон, родоначальник ветви сеньоров д’Эпернон[1];

Также согласно «The Complete Peerage» у Амори могла быть ещё одна дочь:
- Эва (ум. 23 января 1099); муж: Гильом I Криспин (ум. 8 января 1074), сеньор дю Бек, шателен замка Нофль[1].